# Ваганов, Илья Сергеевич
Илья Сергеевич Ваганов (15 января 1989) — российский футболист, защитник, полузащитник.

## Карьера
Воспитанник петербургской СДЮСШОР-1 «Московская застава». 2006 год провёл в любительском клубе «Сварог СМУ-303» из Санкт-Петербурга. В 2007 году играл в финском клубе ЯБК, который тренировал Алексей Ерёменко. В следующем году перешёл в ФК «Химки», но выступал только за дубль — 27 матчей. В 2009 году подписал контракт с петербургским «Динамо», однако через два дня получил травму, и контракт был расторгнут.
В 2011—2012 годах играл под руководством Алексея Ерёменко за финский «Яро». Первую половину сезона-2013 провёл в петербургском любительском клубе «Метеор», затем перешёл в команду ПФЛ «Русь» Санкт-Петербург, за которую сыграл 7 игр.
В 2014 году вернулся в «Яро». В конце года продлевать контракт не планировал, но провёл в клубе и следующий сезон, после которого «Яро» выбыл из высшего финского дивизиона.
В январе 2016 был на просмотре в красноярском «Енисее». В августе 2016 года перешёл в брянское «Динамо». 11 июля 2017 года подписал контракт с ФК «Рязань», где играл до 2019 года. Сезон 2019/20 провёл в Черноморце из Новороссийска. Летом 2020 года перешёл в «Волну» из Нижегородской области, однако весной 2021 покинул команду.
Летом 2021 года стал игроком литовского клуба «Ионава». С января 2022 года находится на просмотре в мурманском любительском клубе «Север». Был заявлен на Турнир уполномоченного представителя президента в Северо-Западном федеральном округе.